# Loi Moret
Pour les articles homonymes, voir Moret.

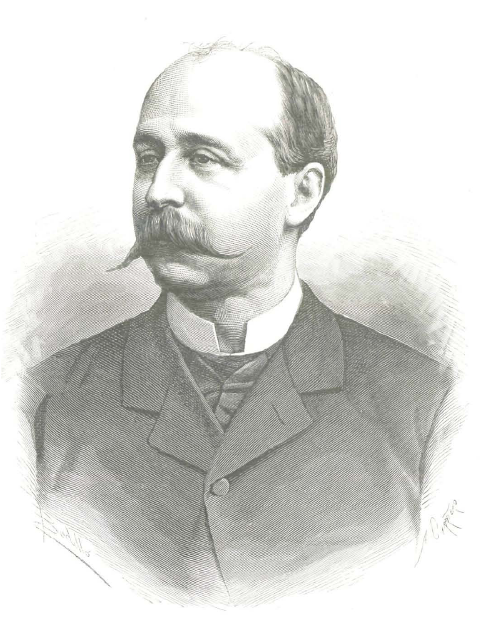
Gravure de Segismundo Moret y Prendergast.

La Loi Moret est une loi d'abolition de l'esclavage approuvée en Espagne le 4 juillet 1870 et destinée à être appliquée dans les colonies (essentiellement Cuba et Porto Rico), l'esclavage ayant été aboli en métropole en 1837. 

## Historique
La Loi Moret a été votée à Porto Rico le 4 juin 1870, grâce aux efforts combinés de Román Baldorioty de Castro, Luis Padial, Julio Vizcarrondo et Segismundo Moret. Cette loi accordait la liberté aux esclaves:
- nés après le 17 septembre 1868[2].
- ayant servi dans l'armée espagnole (notamment ceux qui avaient combattu lors de la guerre des Dix Ans à Cuba.
- âgés de plus de soixante ans[3] (ainsi que ceux qui dépassèrent soixante ans par la suite).
- possédés par le gouvernement espagnol.

Le gouvernement espagnol dédommagea les maîtres à hauteur de 125 pesetas pour chaque esclave affranchi par la loi Moret, cependant, la résistance des puissants hacendados (propriétaires d’haciendas) retarda l’application de la loi Moret d’une bonne décennie. L'esclavage a été aboli à Porto Rico (mais pas à Cuba) en 1873 et enfin, sans exception, en 1886,.